# Elisabeth Andreassen

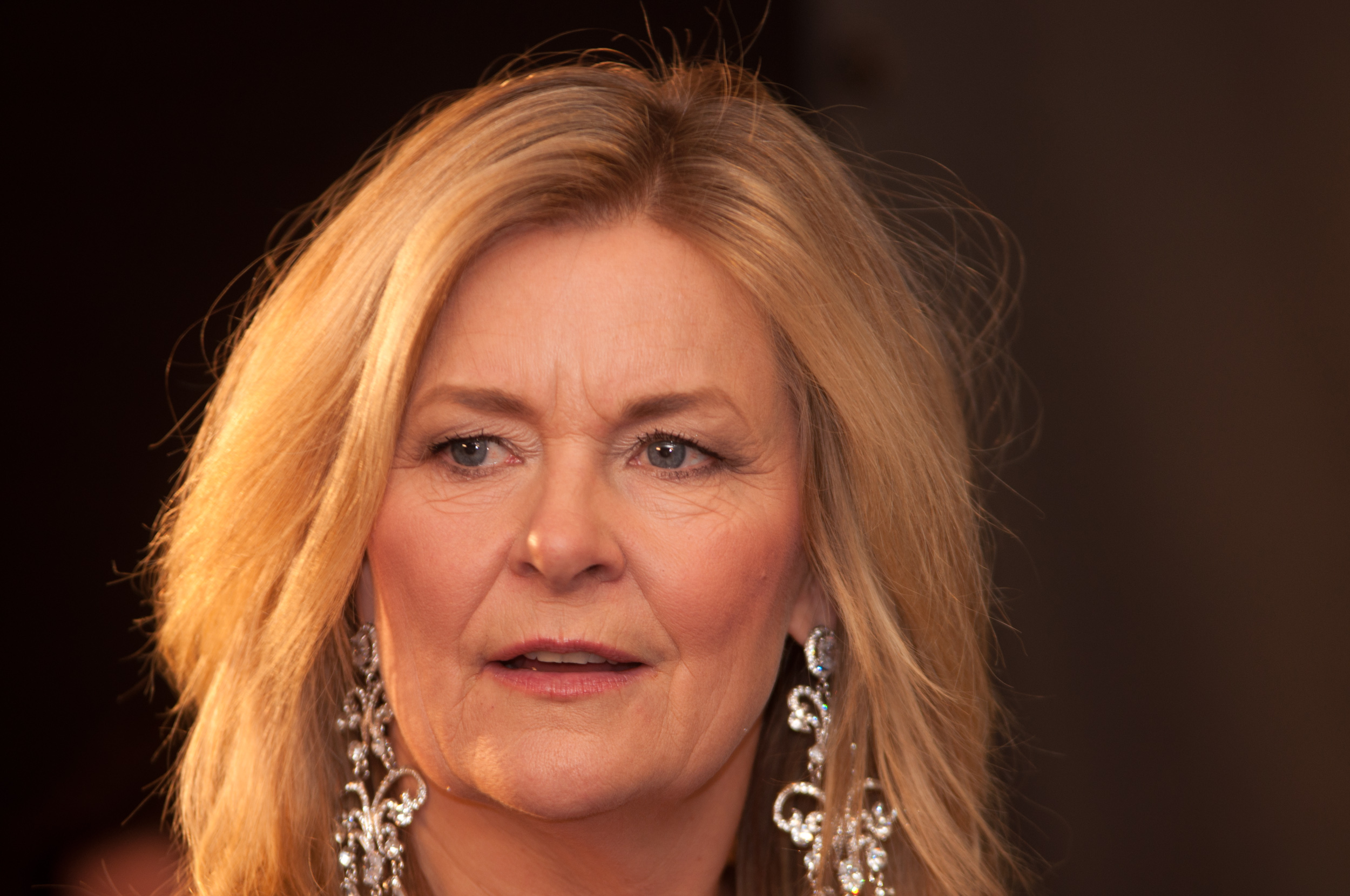
Elisabeth Andreassen, 2010

Elisabeth Andreassen (* 28. März 1958 in Göteborg, Schweden) bis zum 2. Juli 1994 Elisabeth Andreasson, ist eine schwedisch-norwegische Sängerin, deren Aufnahmen von Pop bis hin zu Schlager und Country reichen. International wurde sie vor allen Dingen durch ihre viermaligen Teilnahmen beim Eurovision Song Contest bekannt. Als Teil des Duos Bobbysocks gewann sie den Wettbewerb 1985 für Norwegen. In Norwegen und Schweden ist sie auch als Bettan bekannt.

## Biografie
Andreassen bildete mit Kikki Danielsson das Duo Chips, das mit Dag efter dag beim Eurovision Song Contest 1982 für Schweden den achten Platz ersang.
Nach dem Misserfolg Andreassens bei der schwedischen Vorentscheidung zum 1984 mit dem Titel Kärleksmagi formierten sich Andreassen und Hanne Krogh zum Duo Bobbysocks, die mit La det swinge den Eurovision Song Contest 1985 für Norwegen gewannen.
Andreassen trat 1990 wieder bei der schwedischen Vorentscheidung zum Eurovision Song Contest an. Mit dem Titel Jag ser en stjärna falla wurde sie nur Siebte.
Besser lief es Mitte der 1990er Jahre: Im Duett mit Jan Werner Danielsen wurde Andreassen Sechste beim Eurovision Song Contest 1994. Beim Eurovision Song Contest 1996 trat sie im eigenen Land mit I evighet an und wurde Zweite. Beide Lieder waren große Hits in den norwegischen Charts. Mit vier Beiträgen beim Finale des Wettbewerbs ist sie neben Valentina Monetta aus San Marino, dem Schweizer Trio Peter, Sue & Marc und dem Belgier Fud Leclerc die Interpretin, die am häufigsten teilgenommen hat.
Anfang 2009 tourte sie mit Alexander Rybak, der im selben Jahr mit Fairytale den ESC für Norwegen gewinnen sollte.
2015 nahm sie mit Tor Endresen als „Tor & Bettan“ mit dem Titel All Over the World beim norwegischen Vorentscheid teil, wo sie einen vierten Platz belegten.

## Teilnahmen Eurovision Song Contest und Vorentscheidungen
| Jahr | Als                   | Titel                      | Land     | Platz Melodifestivalen bzw. Melodi Grand Prix | Platz ESC | Norwegische Charts | Schwedische Charts |
| ---- | --------------------- | -------------------------- | -------- | --------------------------------------------- | --------- | ------------------ | ------------------ |
| 1981 | Sweets'n Chips        | God morgon                 | Schweden | 2                                             | –         | –                  | –                  |
| 1982 | Chips                 | Dag efter dag              | Schweden | 1                                             | 8         | 5                  | 4                  |
| 1984 | Elisabeth Andreassen  | Kärleksmagi                | Schweden | 6                                             | –         | –                  | –                  |
| 1985 | Bobbysocks            | La det swinge              | Norwegen | 1                                             | 1         | 1                  | 4                  |
| 1990 | Elisabeth Andreassen  | Jag ser en stjärna falla   | Schweden | 7                                             | –         | –                  | –                  |
| 1994 | Bettan & Jan Werner   | Duett                      | Norwegen | 1                                             | 6         | 3                  | –                  |
| 1996 | Elisabeth Andreassen  | I evighet                  | Norwegen | 1                                             | 2         | 13                 | –                  |
| 1998 | Elisabeth Andreassen  | Winds of the Northern Seas | Norwegen | 2                                             | –         | –                  | –                  |
| 2002 | Kikki, Bettan & Lotta | Vem é dé du vill ha        | Schweden | 3                                             | –         | –                  | 32                 |
| 2003 | Kikki, Bettan & Lotta | Din hånd i min hånd        | Norwegen | 4                                             | –         | –                  | –                  |
| 2011 | Elisabeth Andreassen  | Vaken i en dröm            | Schweden | 8 (SF 2)                                      | –         | –                  | –                  |
| 2015 | Tor & Bettan          | All Over the World         | Norwegen | 4                                             | –         | –                  | –                  |

## Lieder
- Då lyser en sol (1981)
- Killen ner’ på Konsum svär att han är Elvis (1981)
- Together Again (1981)
- Godmorgon (1981) (mit Chips)
- Dag efter dag (1982) (mit Chips)
- La det swinge (1985) (mit Bobbysocks)
- Ängel i natt (1985)
- Tissel Tassel (1985)
- Danse mot vår (1992)
- I evighet (Wir sind dabei) (1996)
- Pepita dansar (1997)
- Lys og varme (2001)
- Vem é dé du vill ha (2002) (mit Kikki, Bettan & Lotta)